# Cinara guadarramae
Cinara guadarramae är en insektsart som beskrevs av Mimeur 1936. Cinara guadarramae ingår i släktet Cinara och familjen långrörsbladlöss. Inga underarter finns listade i Catalogue of Life.